# Nobody Knows Anything
"Nobody Knows Anything" 11. je epizoda HBO-ove televizijske serije Obitelj Soprano. Napisao ju je Frank Renzulli, režirao Henry J. Bronchtein, a originalno je emitirana 21. ožujka 1999.

## Radnja
Big Pussy i Jimmy Altieri uhićeni su u Jimmyjevoj igraonici za biljar. Pussy pokuša pobjeći bježeći, ali ne uspijeva zbog kilaže te ga ubrzo sustignu na uglu bloka. FBI otkriva kako je stol za bilijar zapravo skrovište za oružje. Pussy kasnije tvrdi kako su mu se leđa, ozlijeđena u prethodnoj epizodi, znatno pogoršala nakon trke i uhićenja.
Vin Makazian, policijski detektiv koji Tonyju daje unutarnje informacije, sastaje je se s Tonyjem u blizini luke i kaže mu da u ekipi ima doušnika. Vin misli da je to Big Pussy. Tony kasnije saznaje da Makazian, kockar, duguje Big Pussyju 30.000 dolara što bi njegovu objektivnost moglo dovesti u pitanje. Tony kaže Makazianu da mu donese kopiju policijskog izvještaja u kojem se spominje doušnik. Međutim, prije nego što detektiv uspijeva doći do dokaza, biva uhićen u bordelu zajedno s kapetanom iz ekipe Soprano Raymondom Curtom. Nakon puštanja, Makazian se odvozi do Donald Goodkind Bridgea i izvrši samoubojstvo skočivši s njega. Tony posjećuje voditeljicu bordela koja je bila Makazianova prijateljica i neka vrsta terapeutkinje. Tony se rastuži kad čuje kako je Makazian na njega gledao kao na prijatelja koji ga je prezirao, te se deprimira kad čuje kako je sam pridonio detektivovom samoubojstvu pa sve poveže sa svojim osjećajima depresije i sucidalnim tendencijama.
Big Pussy izlazi iz zatvora nakon što mu supruga plati jamčevinu, a onda ostaje kući, liječeći leđa te prestaje ubirati novac. Nakon što se Pussy požali Tonyju o teškoćama s kojima se suočava dok pokušava uzdržavati djecu na fakultetu, Tony mu kaže da ima prijatelje i opcije. Tony je i dalje nesiguran je li Pussy doušnik.
Tony zaduži Paulieja da istraži Pussyja, ali Paulie ne smije reagirati osim ako ne vidi mikrofon na Pussyju. Paulie odvodi Pussyja u parnu kupelj, ali se Pussy odbije skinuti, rekavši kako mu je liječnik rekao je vrućina loša za njegov krvni tlak i srce. Nakon što se Tony kod dr. Melfi raspita o Pussyjevim fizičkim problemima, ona mu kaže da Pussyjeve poteškoće mogu biti psihosomatske prirode.  
Jimmy Altieri biva pušten iz FBI-eva zatvora i iznenadi Tonyja u njegovu domu raspitujući se naveliko. To navede Tonyja da posumnja kako je Jimmy doušnik, a ne Pussy. Tony kaže Paulieju i Silviju da je doušnik Jimmy, a ne Big Pussy. Paulie srditom Tonyju potvrđuje kako nije naudio Pussyju te da je Pussy nestao.
Junior se sastaje s Livijom, koja mu kaže da su Tony i ostali kapetani smjestili svoje majke u Green Grove te da ondje održavaju sastanke. Bijesni Junior zaključuje kako se protiv njega kuje urota i odlučuje organizirati Tonyjevu likvidaciju---uz očigledan Livijin blagoslov. Junior je bijesan i zbog toga što se Tony ponio s nepoštovanjem prema njegovoj vezi sa sada već bivšom djevojkom Bobbi Sanfillipo, kao i zbog stalnog nepoštovanja koje mu Tony iskazuje još od smrti Jackieja Aprilea. Junior s Mikeyjem Palmiceom i Chuckyjem Signoreom dogovara organiziranje Tonyjeve likvidacije.

## Glavni glumci
- James Gandolfini kao Tony Soprano
- Lorraine Bracco kao Dr. Jennifer Melfi
- Edie Falco kao Carmela Soprano
- Michael Imperioli kao Christopher Moltisanti
- Dominic Chianese kao Corrado Soprano, Jr.
- Vincent Pastore kao Big Pussy Bonpensiero
- Steven Van Zandt kao Silvio Dante
- Tony Sirico kao Paulie Gualtieri
- Robert Iler kao Anthony Soprano, Jr.
- Jamie-Lynn Sigler kao Meadow Soprano
- Nancy Marchand kao Livia Soprano

### Gostujući glumci
- John Heard kao Vin Makazian
- Karen Sillas kao Debbie

#### Ostali gostujući glumci
| - Al Sapienza kao Mikey Palmice - Joe Badalucco, Jr. kao Jimmy Altieri - Giancarlo "John" Giunta kao Kevin Bonpensiero - George Loros kao Raymond Curto - Sal Ruffino kao Chucky Signore - Doug Barron kao dr. Mop-N-Glo - Veronica Bero kao djevojka - Britt Burr kao prometni policajac | - Johann Carlo kao Bonnie DiCaprio - Ramsey Faragallah kao federalac #1 - Annika Pergament kao voditeljica vijesti - Bobby Rivers kao voditelj vijesti - Michele Santopietro kao JoJo Palmice - Matthew Lawler kao federalac #2 - Chance Kelly kao federalac #3 - Tim Kirkpatrick kao detektiv #1 - Peter Bretz kao detektiv #2 |

## Prva pojavljivanja
- Chucky Signore: član ekipe Juniora Soprana
- JoJo Palmice: Mikeyjeva supruga

## Umrli
- Vin Makazian: počinio samoubojstvo skočivši s mosta.

## Naslovna referenca
- Tony otkriva istinu o svoja dva bliska prijatelja, Vinu Makazianu i Big Pussyju Bonpensieru. Tijekom razgovora između Tonyja i Paulieja o sigurnosti dijagnoze problema s Pussyjevim leđima, Paulie kaže, "When it comes to backs, nobody knows anything" ("Kad je riječ o leđima, nitko ništa ne zna.") Tony kasnije kaže, "Nobody knows anything" ("Nitko ništa ne zna") misleći na to tko jest ili nije izdajnik. Tony u ovoj epizodi zaključuje kako je Jimmy "taj" doušnik. Samim time, Tony nije uzeo u obzir mogućnost postojanja više od jednog doušnika. Na kraju druge sezone, otkriva se da je Pussy bio u kontaktu s FBI-em od događaja iz ove epizode (i još neko vrijeme prije toga). U ovoj epizodi Tony kaže da je Makazianov izvor vjerojatno pomiješao činjenice, zamijenivši "dva debela gada s crnom kosom" (Pussyja i Jimmyja).  Nadalje, Tony opisuje Makaziana frazom "jebeni degenerativni kockar sa značkom", na što se ovaj uvrijedi. Tony kasnije od Vinove "madam" saznaje da je u njegovu životu značio više nego što fraza sugerira.

## Reference na druge medije
- Tema koju svira Pauliejeva automobilska truba je "Speak Softly Love", ljubavna tema iz Kuma.

## Glazba
- Pjesma koja svira tijekom odjavne špice je "Manifold de Amour" Latin Playboysa.
- Pjesma koja svira na Carmelinoj zabavi početkom epizode je "Mickey's Monkey" sastava The Miracles.
- Pjesma Kissa "Lick It Up" svira u Bingu kad Tony saznaje za Makazianovo samoubojstvo.

## Vanjske poveznice
- Nobody Knows Anything u internetskoj bazi filmova IMDb-a